# Llista dels senyors de Quintin
El territori de Quintin, als segles XII-XIII comprenia 28 parròquies.
El 1451, Quintin esdevé una baronia.
El 1547, el senyoriu de Quintin passa a la Casa de Rieux. Aquesta, el 1576, va introduir el calvinisme a Quintin.

## Senyors de Quintin

### Casa de Rennes
- Alain I de Penthièvre (vers 1151 - mort, 1212), senyor de Goêlo i Comte de Penthièvre
- Henri II d'Avaugour, senyor de Quintin.

### Família d'Avaugour

Blasó d'Henri II d'Avaugour

- Henri II d'Avaugour, Comte de Penthièvre, senyor d'Avaugour i de Dinan. El 1228, partint l'herència del seu pare, dona el territori de Quintin al seu germà Geoffroi I Botherel

### Família Botherel de Quintin

Armes de la Famille Botherel de Quintin.

- Geoffroi I Botherel (1207-1274). Creuat i franciscà al convent de Dinan.
- Jean I Botherel, el Roig (mort el 1923)
- Geoffroi II Botherel (1265-1347). Mort en batalla.
- Jean II Botherel (mort el 1352). Mort en batalla.
- Geoffroi III Botherel (mort 1378-81).
- Jean III Botherel. No té fills.
- Geoffroi IV Botherel (mort 1428), germà del precedent. Sense descendència. El senyoriu passa a mans de Jean du Perier (o Perrier).

### Família de Perrier

Armes de la Famille du Perrier

- Jean IV de Perrier (mort 1461), senyor de Quintin i de la Roche d'Iré. Nebot del precedent.
- Geofroi V de Perrier (mort 1444)

El 1451, el senyoriu de Quintin esdevé gran baronia de Bretanya. A partir d'ara, són els barons de Quintin.

## Barons de Quintin

### Casa de Perrier
- Tristan de Perrier (mort 1482). Primer baró de Quintin i senyor de Roche d'Iré. Reconstrueix les muralles i amplia el castell.
- Jeanne de Perrier (morta el 1504-1505), baronessa de Quintin, dama de Roche d'Iré. Mare de Guy XVI de Laval.

### Família de Laval

#### Branca de Montfort-Laval
- Guy XVI de Laval (1476-1531). Comte de Laval, baró de Vitré, vescomte de Rennes, baró de la Roche-Bernard, senyor de Montfort, de Gaël, Baró de Quintin, de Perrier; senyor d'Avaugour, de Beffou, de Belle-Isle, de La Roche-en-Nort, de Laz, de Tinténiac, de Becherel, de Lohéac, de La Roche-d'Iré i de Gavre; cavaller de l'Orde de Sant Miquel, lloctinent general de Bretanya, governador de Bretanya. Capità de Rennes, almirall de Bretanya. Es casà amb Charlotte d'Aragó-Nàpols, hereva del Regne de Nàpols.

Guy XVII de Laval es tornà a casar amb Anne de Montmorency.
La seva tercera esposa fou Antoniette de Daillon.
- Renée de Rieux, dita Guyonne XVIII (1524-1567), comtessa de Laval i de Montfort. Baronessa de Quintin i vescomtessa de Donges. Neta de l'anterior.
- Paul de Coligni, dit Guy XIX de Laval (1555-1587), comte de Laval, de Montfort, d'Harcourt i baró de Quintin. Nebot de l'anterior.
- Guy XVII de Laval (1522-1547), comte de Laval, senyor de Montfort, Baró de Quintin.

#### Casa de Rieux
- Guyonne XVIII de Laval (1524-1567). Comtessa de Laval, de Montfort, baronessa de Quintin i vescomtessa de Donges.

#### Casa de Coligny
- Paul de Coligny, anomenat Guy XIX de Laval (1555-1586). Comte de Laval i d'Harcourt; vescomte de Donges, baró de Vitré; vescomte de Rennes, baró de Quintin; senyor de Rieux, de Rochefort, de Largoët; baró de la Roche-Bernard, senyor de Montfort; senyor de Gaêl, de Tinténiac, de Bécherel.
- Guy XX de Laval. Nascut com a François de Coligny. Fill de l'anterior i amb la majoria dels seus títols.

### Família de la Trémoille
La successió dels comtes de Laval passà a Henri III, duc de Thouars, net d'Anne de Laval, filla de Guy XVI.
- Henri III (1598-1674). Duc de Thouars, príncep de Tàrent i de Talmont; comte de Guînes, de Benon i de Taillebourg. Marquès d'Espinay. Senyor de Serigné, de Mauléon, de Berrie, de Didonne i de Loudun. Baró de Quintin. Comte de Laval; baró de Vitré, de Roche-Bernard; vescomte de Rennes, senyor de Montfort, de Gaël, de Mauron. Senor de Bécherel. Cavaller de l'Orde de Sant Miquel. Casat amb Marie de la Tour d'Auvergne. Henri III va vendre la baronia de Quintin i la senyoria d'Avaugour als Goyon-La-Moussaye.

### Casa de Goyon-La-Moussaye

Armes de la Maison de Goyon-La-Moussaye.

- Amaury III Goyon (1601-1663), Marquès de la Moussaye, baró de Quintin, governador de Rennes. Casat amb Henriette.
- Henri Goyon (1632-1684), baró de Quintin, governador de Stenay. A causa dels deutes, va vendre la baronia de Quintin a Guy-Aldonce de Durfort el 1681.

### Casa de Durfort

Armes de la Maison de Durfort de Duras

- Guy-Aldonce de Durfort (1630-1702). Comte de Lorges, baró de Quintin; mariscal de França i par de França el 1691. Cavaller de l'Orde Reial i Militar de Sant Lluís.

La baronia de Quintin-Lorges fou erigida en ducat pel rei Lluís XIV de França

## Ducs de Quintin, anomenats de Lorges

### Casa de Durfort
- Guy-Aldonce de Durfort, duc de Quintin, dit de Lorges, mariscal de França, duc i par de França.
- Guy Nicolas de Durfort (1683-1758), duc de Quintin, dit de Lorges. Fill de l'anterior. Casat amb Geneviève, filla de Michel Chamillart, ministre de la Guerra i de Finances del Rei Lluís XIV.
- Guy Louis de Durfort (1714-1775), duc de Quintin, dit de Lorges. El títol de duc de Lorges passarà al seu net, Jean-Laurent de Durfort-Civrac (1746-1826)

## Epíleg
La successió de Guy Louis de Durfort dona lloc a un procés que s'acaba el 1778. Quintin deixa de ser un ducat per tornar a ser una baronia.